# Mistrovství světa v zápasu řecko-římském 1961
Mistrovství světa v zápasu řecko-římském proběhlo v Jokohamě, Japonsko v roce 1961. 

## Výsledky
| Kategorie | Zlato            | Stříbro            | Bronz                |
| --------- | ---------------- | ------------------ | -------------------- |
| do 52 kg  | Aramajis Sajadov | Dumitru Pârvulescu | Burhan Bozkurt       |
| do 57 kg  | Oleg Karavajev   | Ion Cernea         | Jiří Švec            |
| do 62 kg  | Mustafa Hamid    | Yaşar Yılmaz       | Alírezá Gelíčchání   |
| do 67 kg  | Avtandil Koridze | Imre Polyák        | Branislav Martinović |
| do 73 kg  | Valeriu Bularcă  | Stevan Horvat      | Ziya Doğan           |
| do 79 kg  | Vasilij Zenin    | Bertil Nyström     | Yavuz Selekman       |
| do 87 kg  | György Gurics    | Arkadij Tkačov     | Gheorghe Popovici    |
| +87 kg    | Ivan Bogdan      | Hamit Kaplan       | István Kozma         |